# 硕桦
硕桦（学名：Betula costata），又名枫桦、风桦（东北）、四层桦，为桦木科桦木属的植物。分布在俄罗斯以及中国大陆的河北、东北等地，生长于海拔600米至2,400米的地区，多生于山坡和针叶阔叶混交林中，属中国原产的植物（非从国外引种）。

## 特征
株高可达15－30米，树皮为淡黄、淡粉红或灰褐色，表面纸片状剥落，能如纸片般剥下，嫩枝褐色，被毛，磨碎後有香气，老枝具疣突，裸露。叶厚，质硬，卵形，长5－8厘米，宽2－4厘，渐尖，尖端锐，基部钝圆；正面微被毛，背面稀疏生有油腺点，叶脉腋无毛或具腺毛；叶缘具锐利重锯齿；叶脉清晰连续，10－16对。柔荑花序，花单性，雌雄同株。坚果卵圆或椭圆形，具膜质翅，长1－2厘米，果苞革质。种子单生，具膜质种皮。

## 用途
硕桦的树皮白里带粉红色或黄色，而且秋天树叶金黄，非常美丽，因此是很好的观赏树种。硕桦木材坚硬，普遍用於制作家具、地板以及用作其他室内装修材料，是经济价值较高的树种。